# San Giuseppe (Napulj)
San Giuseppe (talijanski: "Sv. Josip") je kvart ili četvrt Napulja, južna Italija, koja uključuje mnoge zanimljivosti na zapadnoj strani povijesnog središta grada, uključujući trg i crkvu Gesù Nuovo, zgrade uz ulicu Benedetto Croce (također poznatu kao Spaccanapoli ) i trg, Piazza San Domenico Maggiore.

## Vanjske poveznice
|  | Zajednički poslužitelj ima još gradiva o temi San Giuseppe (Napulj) |